# Stazione di Poggio-Careggine-Vagli
Stazione di Poggio-Careggine-Vagli vasútállomás Olaszországban, Camporgiano településen.

## Vasútvonalak
Az állomást az alábbi vasútvonalak érintik:
- Aulla Lunigiana–Lucca-vasútvonal

## Kapcsolódó állomások
A vasútállomáshoz az alábbi állomások vannak a legközelebb:
- Stazione di Camporgiano
- Stazione di Villetta San Romano